# سكساوة
إسكساون أو سَكْسَاوَة هي من قبائل ناطقة بتشلحيت في جبال درن، تغطي منطقة سكساوة في وقتنا الحالي تقريبا المنطقة الجبلية لإقليم شيشاوة الواقع غربي مدينة مراكش، وتقع هذه المنطقة في السفح الشمالي للأطلس الكبير الغربي، وينحدر وادي إسكساون شمالا في اتجاه الدير والسهل المعروف اليوم ببوجمادة.
.قبائل شعب مصمودة العريقةِ وبَطْنٌ من بطون كَنْفِيسَة. لم يزل موطنُهم في جبل المصامدة على وادي سكساوةَ المنسوبِ إليهم وعلى روافده أزمنةً متطاولة. ذكرهمُ ابنُ خلدون في كتاب العبر فقال:
| سكساوة | ومن بطون كنفيسةَ أيضا قبيلةُ سَكْسِيوَة الموطَّنونَ بأمنعِ المعاقل بهذه الجبال المطِلُّ جبلُهم على بَسِيط السُّوسِ من القبلة وعلى ساحل البحر المحيط من المغرب، ولهم بمَنعَةِ مَعْقِلِهم ذلك اعتزازٌ على أهل جِلْدَتهم. | سكساوة |